# Аніноаса (комуна, Горж)
Аніноаса (рум. Aninoasa) — комуна у повіті Горж в Румунії. До складу комуни входять такі села (дані про населення за 2002 рік):
- Аніноаса (1166 осіб) — адміністративний центр комуни
- Бобая (325 осіб)
- Грошеря (727 осіб)
- Костешть (1135 осіб)
- Стерпоая (988 осіб)

Комуна розташована на відстані 209 км на захід від Бухареста, 36 км на південний схід від Тиргу-Жіу, 53 км на північний захід від Крайови.

## Населення
За даними перепису населення 2002 року у комуні проживала 4341 особа.
Національний склад населення комуни:
| Національність | Кількість осіб | Відсоток |
| -------------- | -------------- | -------- |
| румуни         | 4268           | 98,3%    |
| цигани         | 72             | 1,7%     |
| угорці         | 1              | < 0,1%   |

Рідною мовою назвали:
| Мова      | Кількість осіб | Відсоток |
| --------- | -------------- | -------- |
| румунська | 4334           | 99,8%    |
| циганська | 6              | 0,1%     |
| угорська  | 1              | < 0,1%   |

Склад населення комуни за віросповіданням:
| Релігія       | Кількість осіб | Відсоток |
| ------------- | -------------- | -------- |
| православні   | 4306           | 99,2%    |
| п'ятдесятники | 17             | 0,4%     |
| баптисти      | 12             | 0,3%     |
| адвентисти    | 3              | 0,1%     |
| римо-католики | 1              | < 0,1%   |

## Зовнішні посилання
- Дані про комуну Аніноаса на сайті Ghidul Primăriilor [Архівовано 15 травня 2012 у Wayback Machine.]